# Уотсон, Джеймс Крейг
| Открытые астероиды: 22 | Открытые астероиды: 22 |
| ---------------------- | ---------------------- |
| (79) Эвринома          | 14 сентября 1863       |
| (93) Минерва           | 24 августа 1867        |
| (94) Аврора            | 6 сентября 1867        |
| (100) Геката           | 11 июля 1868           |
| (101) Елена            | 15 августа 1868        |
| (103) Гера             | 7 сентября 1868        |
| (104) Климена          | 13 сентября 1868       |
| (105) Артемида         | 16 сентября 1868       |
| (106) Диона            | 10 октября 1868        |
| (115) Тира             | 6 августа 1871         |
| (119) Алфея            | 3 апреля 1872          |
| (121) Гермиона         | 12 мая 1872            |
| (128) Немезида         | 25 ноября 1872         |
| (132) Эфра             | 13 июня 1873           |
| (133) Кирена           | 16 августа 1873        |
| (139) Жуйхуа           | 10 октября 1874        |
| (150) Нува             | 18 октября 1875        |
| (161) Атхор            | 19 апреля 1876         |
| (168) Сибилла          | 28 сентября 1876       |
| (174) Федра            | 2 сентября 1877        |
| (175) Андромаха        | 1 октября 1877         |
| (179) Клитемнестра     | 11 ноября 1877         |

Джеймс Крейг Уотсон (англ. James Craig Watson, 28 января 1838 — 22 ноября 1880) — канадо-американский астроном.
Родился в одном из поселений Онтарио. В 1850 году его семья переезжает в Анн-Арбор, штат Мичиган. Здесь он поступает в среднюю школу, а в возрасте 15 лет зачисляется в Мичиганский университет. После его окончания в 1857 году становится ассистентом в Детройтской обсерватории, которую впоследствии возглавил (1863—1879). В 1860 году ему присуждается степень профессора по физике. Уотсон является автором «Теоретической астрономии» (Theoretical Astronomy, 1868), бывшей стандартным учебником астрономии на протяжении нескольких десятилетий.
За свою жизнь Уотсон открыл 22 астероида. Почти все эти открытия были сделаны в Анн-Арборе, за исключением Жуйхуа (название выбрано китайскими властями). Этот астероид он открыл в Пекине, куда прибыл в 1874 году для исследования прохождения Венеры по диску Солнца. Также известно, что Уотсон верил в существование гипотетической планеты Вулкан, якобы обращавшейся по более близкой к Солнцу орбите, чем Меркурий. Это должно было объяснить наблюдаемые отклонения движения Меркурия от рассчитанной орбиты (сейчас успешно объяснено Общей теорией относительности).
Уотсон умер в возрасте 42 лет от перитонита. Он накопил значительные денежные средства от деятельности, не связанной с астрономией. На эти деньги он завещал учредить медаль, которая каждые три года присуждается астрономам от лица американской Академии наук. Имя Уотсона носит один из кратеров на Луне и астероид (729) Ватсония.